# Behaviour
Behaviour är Pet Shop Boys fjärde studioalbum, släppt 1990, producerat av Harold Faltermeyer och Pet Shop Boys. Alla låtar är skrivna av Neil Tennant/Chris Lowe. Innehåller gästspel av bl.a. Johnny Marr. Följdes av live/teater-turnén Performance.
Albumet finns med i boken  1001 Albums You Must Hear Before You Die.

## Låtlista
1. Being Boring
2. This must be the place I waited years to leave
3. To face the truth
4. How can you expect to be taken seriously?
5. Only the wind
6. My october symphony
7. So Hard
8. Nervously
9. The end of the world
10. Jealousy